# 土公增三
土公增三，即双鱼座35（35 Psc）是双鱼座的一个食双星系统，视星等为+6.01，距离地球约253光年。